# Гестготберг
Гестготберг (нем. Geestgottberg) — община в Германии, в земле Саксония-Анхальт. 
Входит в состав района Штендаль. Подчиняется управлению Зеехаузен (Альтмарк).  Население составляет 395 человек (на 31 декабря 2006 года). Занимает площадь 17,14 км².